# Діброва (Вараський район)
Діброва — село в Україні, у Вараській громаді Вараського району Рівненської області. Населення становить 450 осіб.

## Географія
Селом протікає річка Стир.

## Населення
За переписом населення 2001 року в селі мешкали 283 особи.

### Мова
Розподіл населення за рідною мовою за даними перепису 2001 року:
| Мова       | Кількість | Відсоток |
| ---------- | --------- | -------- |
| українська | 282       | 99.64%   |
| білоруська | 1         | 0.36%    |
| Усього     | 283       | 100%     |